# Chlebowo (województwo mazowieckie)
Chlebowo – wieś sołecka w Polsce położona w województwie mazowieckim, w powiecie płockim, w gminie Bulkowo.
| SIMC    | Nazwa          | Rodzaj    |
| ------- | -------------- | --------- |
| 0561388 | Nowe Chlebowo  | część wsi |
| 0561394 | Stare Chlebowo | część wsi |

Wieś szlachecka położona była w drugiej połowie XVI wieku w ziemi wyszogrodzkiej. W latach 1975–1998 miejscowość administracyjnie należała do województwa płockiego.